# Кантри блуз
Кантри блуз (такође фолк блуз, сеоски блуз, блеквудс блуз или давнхоум блуз) је акустични блуз, углавном свиран гитаром, који меша блуз елементе са карактеристикама фолк музике. Након рођења блуза на југу Сједињених Америчких Држава, он се брзо проширио широм земље (и другде), рађајући мноштво регионалних стилова. Ово укључује Мемфис, Детроит, Чикаго, Текас, Пидмонт, Лоуисиана, Вест коуст, Ист коуст, Суамп, Њу Орлеанс, Делта, и Каназас сити блуз.
Када су Афро-амерички музички укуси почели да се мењју у раним 1960-их, на путу ка соули и ритам и блузу, кантри блуз је нашао обнову популарности као фолк блуз и продаван је, пре свега, за белу, колеџску публику. Традиционални уметници попут Великог Бил Бронзија и Сони Бој Вилиамсона II су се поново појавили као фолк блуз уметници, док су Пидмонт блузмени као Сони Тери и Бравни МекГи имали велики успех на фестивалима фолка.
Семиналне компилације пре-Другог светског рата кантри блуз снимака су окупљени у 1950-их су у Anthology of American Folk Music and The Country Blues.